# Kevin Hansen
Kevin Hansen (* 13. August 1979 in Hamburg) ist ein deutscher Fußballspieler.

## Sportliche Laufbahn
Kevin Hansen, der in Hamburg-Billstedt aufwuchs, spielte bis 1999 beim SC Vorwärts-Wacker 04, wurde bei dem Verein unter anderem vom ehemaligen Profispieler Ulrich Schulz als Trainer gefördert. Als seine Stärken galten das Passspiel und das Schießen von Freistößen. 1999 wechselte er zu Hansa Rostock, spielte zunächst für die Amateurmannschaft der Mecklenburger. In der Saison 2001/02 kam er zu einem ersten Einsatz in der Bundesliga. Am letzten Spieltag der Saison, beim Auswärtsspiel gegen den FC Bayern München, wurde er in der 70. Minute eingewechselt. Nur zwölf Minuten später erzielte Hansen seinen ersten Bundesligatreffer. In der Folgesaison kam Hansen achtmal zum Einsatz. In den Saisons 2003/04 und 2004/05 wurde er immer wieder durch Verletzungen zurückgeworfen und spielte zwei Jahre nicht für die erste Mannschaft.
Zur Saison 2005/06 wollte ihn der Zweitligist FC Erzgebirge Aue verpflichten. Er hatte die Vorbereitung mit den Erzgebirgern absolviert, verletzte sich jedoch bei einem Test erneut, wodurch sein Verpflichtung rückgängig gemacht wurde. Der FC Hansa Rostock, der in der Saison 2004/05 abgestiegen war, bot ihm einen neuen Vertrag an. In der kommenden Zweitligasaison stand Hansen zwölfmal auf dem Platz und erzielte dabei zwei Tore. 2006/07 stieg er mit Hansa Rostock wieder in die 1. Bundesliga auf und trug hierzu mit sechs Einsätzen bei.
Nach dem Aufstieg hatte Hansa seinen Vertrag nicht mehr verlängert. Daraufhin blieb Hansen in der 2. Bundesliga und wechselte wie bereits zwei Jahre vorher geplant zum FC Erzgebirge Aue. Aufgrund von Verletzungen kam er im Erzgebirge jedoch zu keinem Einsatz, so dass er nur ein Jahr später und nach insgesamt neun Operationen seine Karriere als Leistungssportler beenden musste. Hansen wurde als Sportinvalide anerkannt.
Hansen kehrte daraufhin in seine norddeutsche Heimat zurück und spielte für den Hamburger Landesligisten Hamm United. Er begann eine Ausbildung zum Steuerfachangestellten, beendete diese aber wieder. Ende August 2015 schloss sich Hansen gemeinsam mit Mahmut Yilmaz dem Hamburger Bezirksligisten SV Uhlenhorst-Adler  (UH-Adler) an.

## Verurteilung wegen Beihilfe zum Drogenhandel
Am 14. April 2010 wurde bekannt, dass Kevin Hansen im Rahmen des bis dato größten Drogenfundes in der Bundesrepublik Deutschland als Mitverdächtiger angesehen und in Untersuchungshaft genommen wurde. Im August 2010 wurde daraufhin Anklage gegen den zu diesem Zeitpunkt bereits wieder aus der Untersuchungshaft entlassenen Hansen erhoben, da dieser die zur Abwicklung des Drogenschmuggels nötigen Gelder in seiner Wohnung gelagert hätte und deshalb der Beihilfe bezichtigt wurde. Anfang 2011 wurde Hansen schließlich wegen dieser Beihilfe zum Drogenhandel zu einer zweieinhalbjährigen Gefängnisstrafe verurteilt.
Nach dem Ende seiner Haftzeit begann Hansen eine Umschulung zum Bürokaufmann.